# Débourrement
Le débourrement, appelé aussi débourrage, est le moment de l'année où les bourgeons végétatifs et floraux des arbres se développent pour laisser apparaître leur bourre (terme désignant le duvet et les jeunes feuilles et fleurs enfouies dans les bourgeons de nombreux arbres) puis leurs feuilles et fleurs.

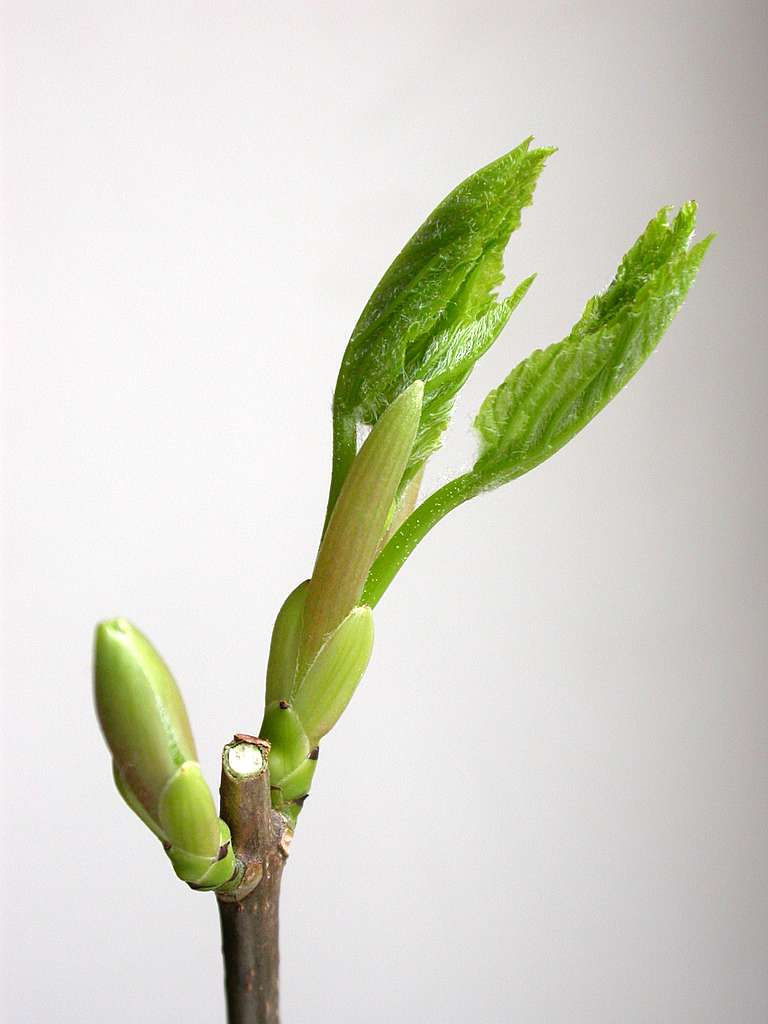
Débourrement de feuilles d'érable sycomore.

Cet événement marque la fin de la période de dormance.

## Périodes de débourrement

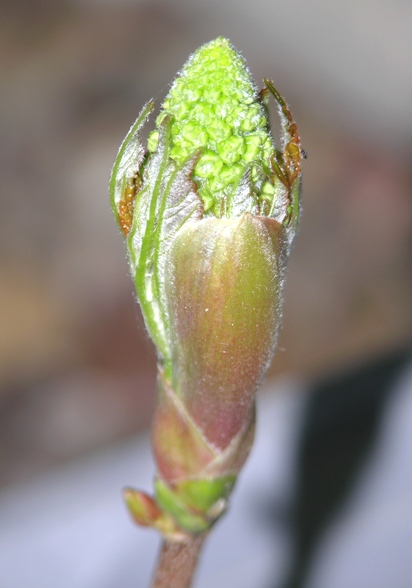
Débourrement d'un bourgeon à fleurs d'érable sycomore.

Dans l'hémisphère nord, il y a un débourrement principal en fin d'hiver ou en début de printemps,, et un deuxième, moins important, surnommé "deuxième printemps", courant septembre si les conditions climatiques s'y prêtent.
C'est à cette période qu'une plante ou un arbre est le plus apte à être rempoté car le débourrement entraîne la création de nouvelles racines pour alimenter les nouvelles feuilles.
Les espèces originaires des zones froides débourrent plus tard que celles des régions tempérées. En effet, le débourrement est une sorte de « renaissance annuelle » pour l'arbre. Il doit impérativement débuter au moment où les températures sont plus clémentes et cette période est différente selon les zones du globe. C'est, par exemple, pour cette raison que l'érable champêtre, originaire des régions méditerranéennes, débourre bien plus tôt que l'érable du Canada.
Le cycle de l'arbre est basé sur l'accumulation par l'arbre des heures d'ensoleillement dans sa « mémoire » afin d'enclencher les processus en temps opportun.

## Débourrement en viticulture
Dans la viticulture, le débourrement est une étape sensible. À l'abri dans sa bourre, le bourgeon peut résister à des températures négatives de -15 à -20 °C. Une fois cette phase amorcée, sa tolérance aux basses températures n'excède plus -2,5 °C. C'est la raison des dégâts causés par les gelées printanières tardives. 
À partir de cette époque, les maladies cryptogamiques peuvent attaquer le bourgeon. Les premiers traitements peuvent donc être positionnés très tôt, juste avant le débourrement. C'est le cas de la lutte contre l'excoriose. Cette maladie conservée sur le bois de l'année précédente entame son influence négative dès le débourrement. 

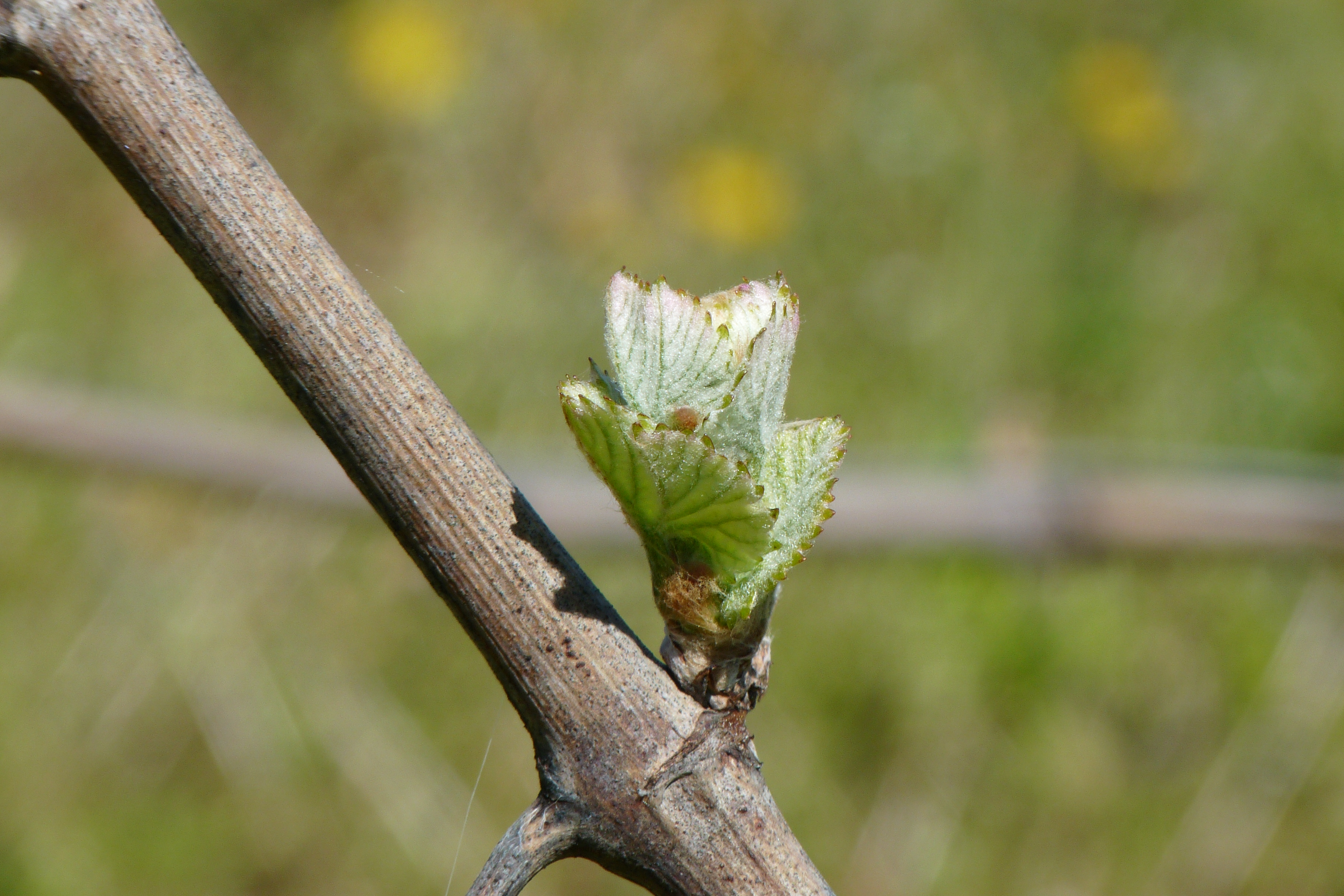
Sortie d'un bourgeon de pinot noir N.
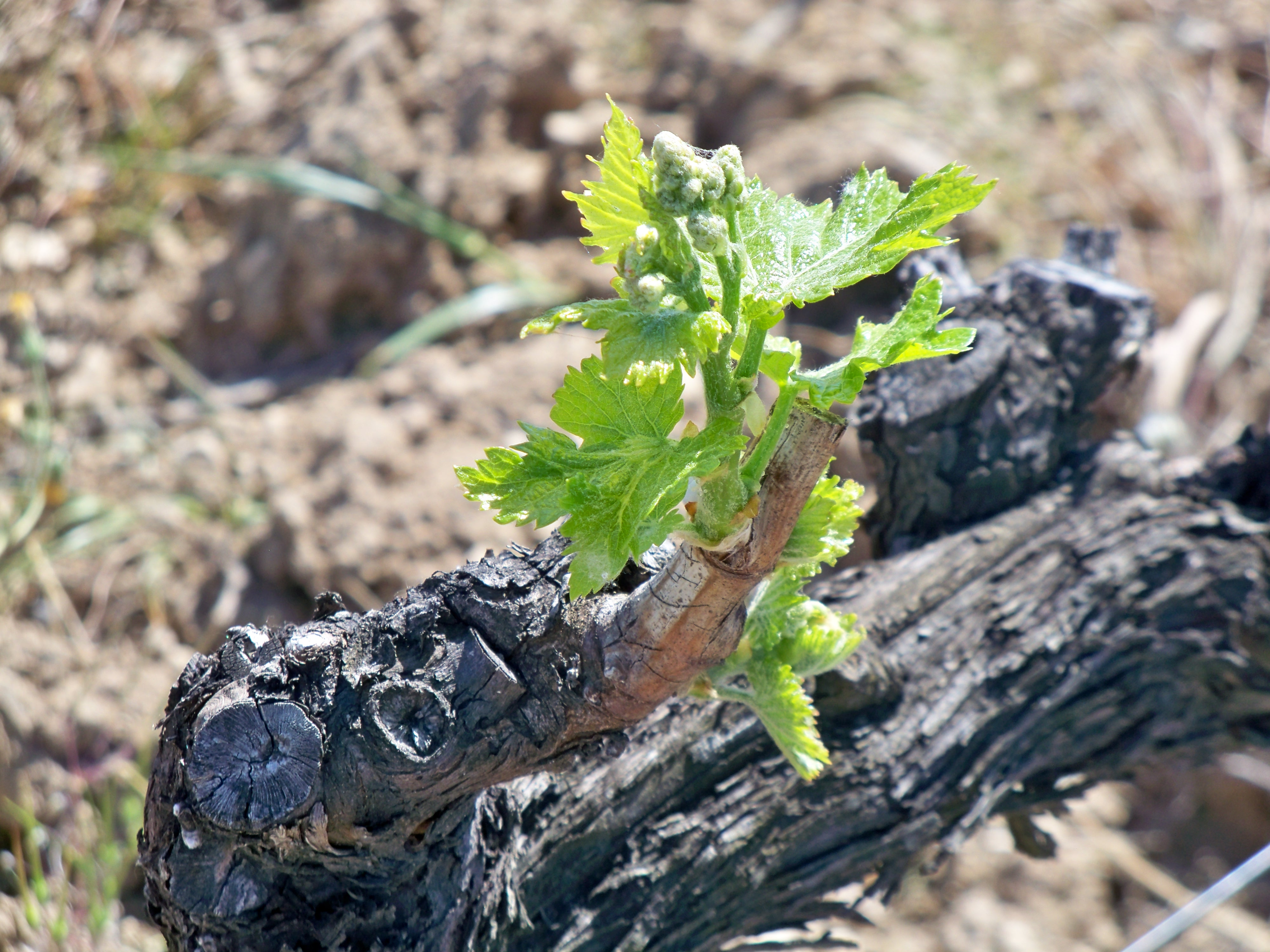
Apparition des premières feuilles.
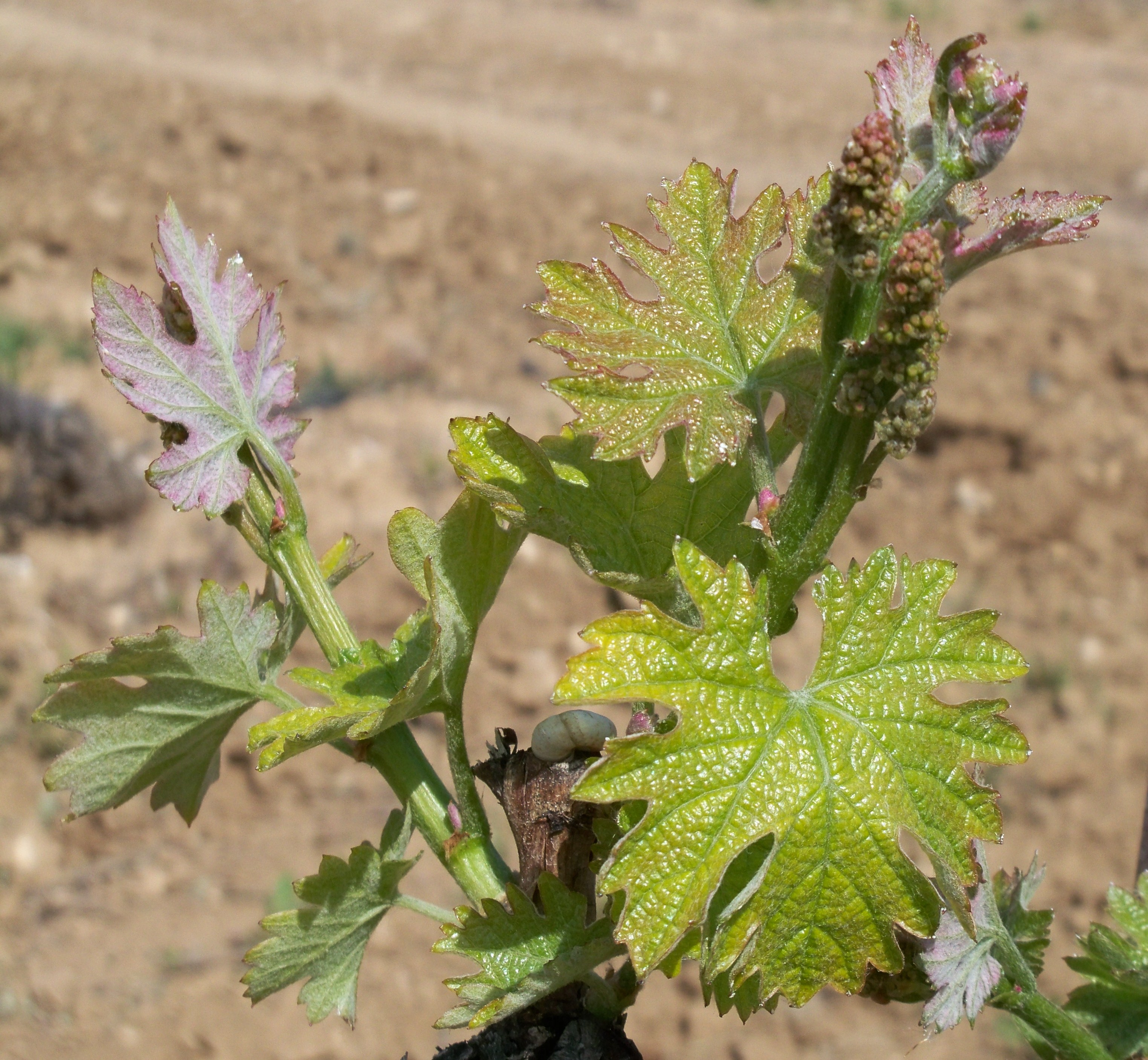
Lors de l'étape suivante apparait l'inflorescence.